# Castell de Sardineros (Requena)
El Castell de Sardineros és una fortalesa situada prop del mas de Los Sardineros, al municipi de Requena, província de València. És un bé d'interès cultural amb codi 46.17.213-008. El castell ocupa un front rocós a l'oest del caseriu.